# Mellanöppen främre rundad vokal
Mellanöppen främre rundad vokal [œ] (fil) är ett språkljud som i internationella fonetiska alfabetet skrivs med tecknet [œ]. Det motsvarar klangfärgen i svenskans korta /ö/, exempelvis sött och långa /ö/ före r, t.ex. röra.